# Независима Македония (1923 – 1926)
Вижте пояснителната страница за други значения на Независима Македония.
„Независима Македония“, с подзаглавие Орган на македонската емиграция, е български вестник, редактиран от Петър Мърмев и излизал седмично от 1923 до 1926 година в София, България. Вестникът е създаден след обединението на враждуващите „Автономна Македония“, орган на федералистите, редактиран от Иван Снегаров и Владислав Ковачев, и „Македония“ на Георги Баждаров.
| Годишнина | Броеве    | Дата                                |
| --------- | --------- | ----------------------------------- |
| I         | 1 – 47    | 21 февруари 1923 – 29 февруари 1924 |
| II        | 48 – 92   | 8 март 1924 – 8 януари 1925         |
| III       | 93 – 142  | 16 януари 1925 – 5 януари 1926      |
| IV        | 143 – 179 | 15 януари 1926 – 8 октомври 1926    |

Броеве 54 и 55 носят заглавие „Свободна Македония“. Печата се в печатница „Свети Климент“, както и в „Добруджа“, „Съгласие“, „Извор“ и „Франклин“.
Вестникът е орган на Националния комитет на Съюза на македонските емигратнски организации и е близък до ВМРО.
В 1926 година „Независима Македония“ се обединява със седмичните вестници „Илинден“ и „Устрем“, съответно печатни органи на Илинденската организация и на Македонския младежки съюз, във вестник „Македония“.